# Oana
Ne doit pas être confondu avec Ohana.
Cette page présente le prénom Oana ainsi que ses variantes.
Oana est un prénom féminin roumain. C'est également un nom de famille présent surtout en Roumanie.

## Personnalités portant ce prénom
- Pour l'ensemble des articles sur les personnes portant ce prénom, consulter :
  - la liste des articles dont le titre commence par ce prénom
  - les listes produites par Wikidata : Liste des personnes de prénom « Oana » — même liste en incluant les éventuels prénoms composés qui contiennent « Oana ».